# 장세용
장세용(張世龍, 1953년 7월 25일~)은 대한민국의 교육자, 정치인으로, 제21대 경상북도 구미시장을 지냈다.

## 학력
- 1966년 인동국민학교 졸업
- 1969년 인동중학교 졸업
- 1972년 대구상업고등학교 졸업
- 1976년 영남대학교 사학 학사
- 1981년 경북대학교 대학원 사학 석사
- 1988년 영남대학교 대학원 사학 박사
- 1991년 임페리얼 칼리지 런던 대학원 사학 박사수료

## 경력
- 전국대학강사협의회 공동의장
- 열린우리당 중앙위원
- 2011년 3월 대구경북민주화운동기념사업회 이사장
- 2007년 9월 부산대학교 한국민족문화연구소 HK교수
- 2018년 2월 더불어민주당 정책위원회 부의장
- 2018년 7월~2022년 6월 제21대 경상북도 구미시장(민선 7기, 더불어민주당, 초선)
- 더불어민주당 평당원
- 2023년 12월~2024년 3월: 제22대 국회의원 선거 경북 구미시 을 더불어민주당 국회의원 예비후보

## 구미시정
2018년 6월 13일 제7회 지방선거에서 경상북도 구미시장에 당선되었다. 박정희 전 대통령의 고향인 구미시에서는 처음으로 더불어민주당 당적으로 첫 출마를 한 후보가 최초로 낙선 없이 당선되었다. 향후 박정희 기념사업의 규모 축소를 시사하기도 했다. 박정희 기념사업을 전면 재검토하느냐는 질문에 "그렇지는 않다. 박 전 대통령을 존경하는 분들이 계시기에 그 자체로는 인정한다"면서도 "기존에 만들어진 것도 이미 상당한 부담을 주고 있다"고 말했다. 이어 "연 60억 정도가 부담되고 있는데, 이를 어떻게 경영할 것인지 아주 허심탄회하게 논의를 해야 할 상황"이라고 덧붙였다.
한겨레와의 인터뷰에서는 "구미는 기업중심도시라고 했지만 지금 기업은 빠져나가고, 노동자는 별 대우를 받지 못하고 있다. 남은 것은 ‘박정희’와 ‘새마을’이라는 브랜드뿐이다."라면서 "박정희 브랜드가 득이 될 때도 있었지만 지금은 그것으로는 턱없이 부족하다. 구미의 브랜드를 다양화해야 한다."고 지적했다. 그러면서도 "박정희 브랜드도 이용할 게 있으면 이용할 것이다. 라고했는데, 전직 대통령을 이용한다니 부적절한 발언이다. 그러면서, 박정희 전 대통령뿐 아니라 다른 것을 서로 합쳐서 어떻게 하면 시너지 효과를 낼까를 고민하고 있다."라고 '박정희 지우기'는 아님을 밝혔다.
하지만 2020년대 들어 더불어민주당에 대한 비토 여론이 급속하게 늘어나면서, 2022년 6월 1일에 열린 지방선거 때 26% 득표에 그쳐 국민의힘 김장호 후보에 밀려 재선에는 실패했다.

## 역대 선거 결과
|  | 40.79% |

|  | 26.91% |